# Guidjigaoua
Guidjigaoua (auch: Gadjigaoua, Gijigaoua, Gijigawa, Gijikawa, Guigawa, Guigigawa, Guiji Gama, Guijigawa, Guizigawa, Guijikawa) ist ein Dorf in der Landgemeinde Olléléwa in Niger.

## Geographie
Das von einem traditionellen Ortsvorsteher (chef traditionnel) geleitete Dorf liegt in der Landschaft Damergou, etwa 27 Kilometer nördlich des Dorfs Olléléwa, dem Hauptort der gleichnamigen Landgemeinde, die zum Departement Tanout in der Region Zinder gehört. Zu den größeren Siedlungen in der Umgebung von Guidjigaoua zählen die rund 32 Kilometer entfernte Stadt Tanout im Nordosten, das rund 11 Kilometer entfernte Dorf Dan Kamsa im Osten, das rund 14 Kilometer entfernte Dorf Sabon Kafi im Südosten und das rund 23 Kilometer entfernte Dorf Gangara im Südwesten.
Guidjigaoua ist Teil der Übergangszone zwischen Sahara und Sahel. Die durchschnittliche jährliche Niederschlagsmenge beträgt hier zwischen 200 und 300 mm.

## Geschichte

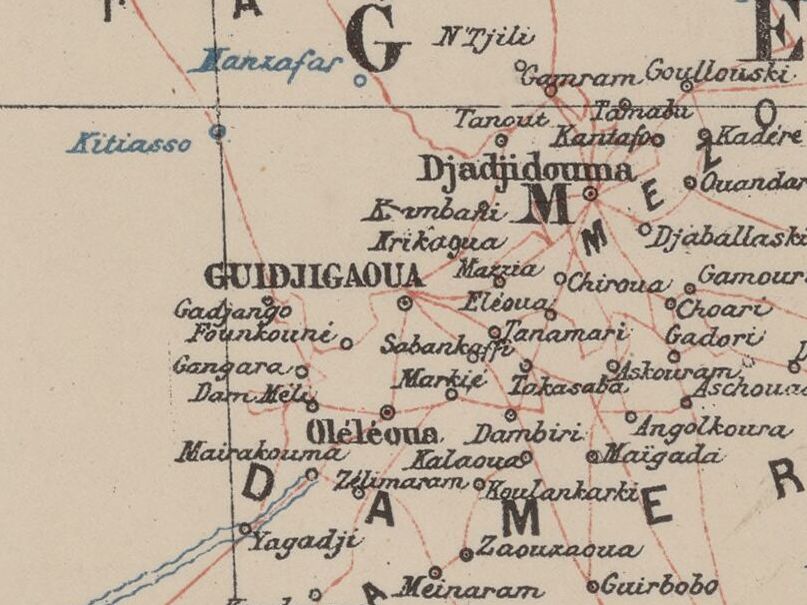
Ausschnitt einer Karte von 1903 mit Guidjigaoua im Zentrum

Guidjigaoua ist nach dem Kaperngewächs Maerua crassifolia benannt, das lokal als Jiga bezeichnet wird und bei Opferritualen Verwendung fand. Die Lage des Dorfs im Zentrum von Damergou machte es im 19. Jahrhundert zu einem Anziehungspunkt und zu einer Zwischenstation für Migranten. Mit der kolonialen Besetzung des Damergou für Frankreich, die vom kürzlich französisch gewordenen Zinder aus erfolgen sollte, wurde 1901 Henri Gaden beauftragt. Gaden entschloss sich, den ersten französischen Posten in Guidjigaoua einrichten, das zwar nur 200 bis 300 Einwohner zählte, jedoch strategisch günstig am Kreuzungspunkt mehrerer Handelsrouten lag. Die Gründung des Postens erfolgte im Mai 1901. Bereits im September desselben Jahres wurde er in das politisch bedeutendere Djadjidouna verlegt.

## Bevölkerung
Bei der Volkszählung 2012 hatte Guidjigaoua 913 Einwohner, die in 140 Haushalten lebten. Bei der Volkszählung 2001 betrug die Einwohnerzahl 340 in 59 Haushalten und bei der Volkszählung 1988 belief sich die Einwohnerzahl auf 192 in 27 Haushalten.
Die Bevölkerungsdichte in diesem Gebiet ist mit 10 bis 20 Einwohnern je Quadratkilometer relativ gering.

## Wirtschaft und Infrastruktur
Die Siedlung liegt in einem Gebiet des Übergangs zwischen der Naturweidewirtschaft des Nordens und des Ackerbaus des Süden, was zu Landnutzungskonflikten führt.